# Cala Parejals
La Cala Parejals també anomenada Cova dels Pardals està situada a l'illa de Menorca i concretament a la costa sud del municipi de  Ciutadella.

## Descripció
És un cova on baix hi ha una entrada de mar sense arena, en aquest lloc és on antigament es tiraven les barques dels pescadors.
Té un grau d'ocupació molt baix, ni conta de cap mena de servei. Es troba entre Son Vell i la Platja de Son Xoriguer.
Només si pot accedir a peu o en bicicleta pel camí de cavalls, caminant aproximadament uns 15 minuts.
Ben a prop es troba d'urbanització de Son Xoriguer on hi ha supermercats, hotels i restaurants típics.